# IC 2599
IC 2599 ist ein Emissionsnebel im Sternbild Kiel des Schiffs, der der südliche Teil des Objekts NGC 3324 ist. Das Objekt wurde am 10. Mai 1893 von Edward Charles Pickering entdeckt.